# Proteocephalidae
Famille
Les Proteocephalidae forment une famille de cestodes de l'ordre des Proteocephalidea.

## Taxinomie
Historiquement, la famille des Proteocephalidae était la seule de l'ordre des Proteocephalidea, avant l'érection de celle des Monticellidae. Si ces noms de famille sont encore employés, la classification des genres est désormais remplacée par de multiples sous-familles aux relations incertaines. La définition même de nombreux genres reste problématique, avec de possibles paraphylies, et même le genre type, Proteocephalus, serait un agrégat de lignées diverses. Parmi les genres attribués à cette famille, on compte :
- Acanthotaenia Linstow, 1903
- Adenobrechmos Bursey, Goldberg & Kraus, 2006
- Amphoteromorphus Diesing, 1850
- Australotaenia de Chambrier & de Chambrier, 2010
- Brayela Arandas Rêgo, 1984
- Cairaella Coquille & de Chambrier, 2008
- Chambriella Rego, Chubb & Pavanelli, 1999
- Crepidobothrium Monticelli, 1900
- Deblocktaenia Odening, 1963
- Ephedrocephalus Diesing, 1850
- Gangesia Woodland, 1924
- Glanitaenia de Chambrier, Zehnder, Vaucher & Mariaux, 2004
- Kapsulotaenia Freze, 1963
- Marsypocephalus Wedl, 1862
- Megathylacoides Jones & Kerley, 1954
- Megathylacus Woodland, 1934
- Monticellia La Rue, 1911
- Nomimoscolex Woodland, 1934
- Ophiotaenia La Rue, 1911
- Ophiotaenia La Rue, 1911
- Peltidocotyle Diesing, 1850
- Proteocephalus Weinland, 1858
- Pseudocrepidobothrium Rego & Ivanov, 2001
- Rudolphiella Fuhrmann, 1916
- Scholzia De Chambrier, Rego & De Pertierra, 2005
- Silurotaenia Nybelin, 1942
- Tenuispinosus Feng & Wang, 1997
- Travassiella Rego & Pavanelli, 1987
- Vermaia Nybelin, 1942
- Zygobothrium Diesing, 1850